# Feldausbildungs-Regiment (Wehrmacht)
Bei den Feldausbildungsregimentern handelte es sich um Einheiten des Heeres in der Wehrmacht, und zwar ausschließlich um Infanterie-Feldausbildungs-Regimenter bzw. nach erfolgter Umgliederung und Umbenennung ab 15. Oktober 1942 um Grenadier-Feldausbildungs-Regimenter. Sie wurden ab Herbst 1942 in den besetzten Gebieten der Sowjetunion aufgestellt.
Rekrutiert wurden sie (nur) aus den dienstpflichtigen Arbeitsmännern der dort eingesetzten Einheiten des Reichsarbeitsdienstes, deren sechsmonatige Arbeitsdienstpflicht während des Einsatzes an der Ostfront endete. Die Übernahme ins Heer erfolgte für diese geschlossen in der Weise, dass die braune Uniform während der Entlausung gegen den feldgrauen Rock getauscht wurde.
Bei den übernommenen RAD-Dienstpflichtigen handelte es sich ausschließlich um Angehörige des Jahrganges 1924, die zuvor unmittelbar hinter der Front zu Schanzarbeiten, beim Wegebau (Knüppeldämme, Schneisenschlagen) und anderen militärisch mehr oder weniger nützlichen Aufgaben eingesetzt worden waren und dabei gelegentlich verlustreiche Feindberührung hatten. Für diesen Fall wurden die für einen solchen Einsatz vorgesehenen Arbeitsdienstler  mehr im Umgang mit Waffen (u. a. tschechischen Gewehre) geschult, als an Schaufel und Spaten, dem Symbol des RAD, ausgebildet.
Die Präsenz der Feldausbildungsregimenter diente der Stabilisierung der besetzten rückwärtigen Gebiete, die durch zunehmend stärker werdende Partisaneneinheiten gefährdet war.
Eines dieser Regimenter, das Infanterie-Feldausbildungs-Regiment 719, wurde in der weißrussischen Ortschaft Barawucha (Боровуха) nahe Polozk an der Bahnlinie nach Dünaburg aufgestellt, ein anderes, das Feldausbildungsregiment 636, im ebenfalls weißrussischen Tschaussy/Tschawussy (Чауссы/Чавусы).
Zur Unterscheidung gegenüber anderen Einheiten der Wehrmacht wurde in die Erkennungsmarken der so Rekrutierten ein F eingestanzt – z. B. „Inf./ F / Ausb.Rgt“ – Infanterie-Feldausbildungs-Regiment.